# Veronica pareora
Veronica pareora är en grobladsväxtart som först beskrevs av Garn.-jones och Molloy, och fick sitt nu gällande namn av Garn.-jones. Veronica pareora ingår i släktet veronikor, och familjen grobladsväxter. Inga underarter finns listade i Catalogue of Life.